# Rúben Neves
Rúben Diogo da Silva Neves, noto semplicemente come Rúben Neves (Santa Maria da Feira, 13 marzo 1997), è un calciatore portoghese, centrocampista dell'Al-Hilal e della nazionale portoghese, con la quale ha vinto le UEFA Nations League 2018-2019 e UEFA Nations League 2024-2025.

## Caratteristiche tecniche
Gioca principalmente come mediano ma, grazie alla sua duttilità tattica, può essere impiegato anche da interno di centrocampo. Dotato di una buona visione di gioco essendo molto abile nel palleggio, sa dettare i tempi di gioco. Si dimostra inoltre un buon tiratore dei calci piazzati, oltre che abile nei tiri da fuori area: tutte le 6 reti realizzate dal portoghese nella prima stagione in Inghilterra sono avvenute da fuori area.

## Carriera

### Club

#### Porto
Il 15 agosto 2014 esordisce in campionato con la maglia del Porto giocando contro il Marítimo (2-0) dove sigla la rete che apre le marcature: con questo gol diviene il calciatore portoghese più giovane a segnare in campionato, all'età di 17 anni e 155 giorni. Cinque giorni dopo, esordendo anche in Champions contro il Lilla (0-1), battendo il record del suo connazionale Cristiano Ronaldo quale calciatore portoghese più giovane a esordire in una competizione UEFA per club.
Partecipa alla Taça de Portugal, nella semifinale segna un gol battendo per 3-0 il Gil Vicente, nella finale contro il Braga il match si conclude per 2-2, il Porto perde per 4-2, Neves è stato comunque uno dei giocatori che ha segnato dal dischetto. Il 17 febbraio 2017 realizza l'ultima rete per il Porto, battando per 4-0 il Tondela.

#### Wolverhampton
L'8 luglio 2017 si trasferisce al Wolverhampton, società inglese di Championship (seconda serie inglese) per una cifra attorno ai 20 milioni di euro, firmando un contratto quinquennale. Segna la sua prima rete con la maglia dei Wolves il 15 agosto seguente, nella partita vinta 3-2 in trasferta contro l'Hull City, la squadra vince il campionato con Neves che segna un gol contro lo Sheffield United e il Brentford vincendo per 3-0 entrambe le partite, inoltre segna la rete del 1-0 che consegna la vittoria sia contro lo Sheffield Wednesday che contro il Cardiff City. Ottenuta la promozione in massima serie, segna il suo primo gol in Premier League nel pareggio per 2-2 contro l'Everton.
Durante la FA Cup Neves segna il gol del 2-1 sconfiggendo il Liverpool. Nell'Europa League realizza una rete battendo per 4-0 l'Espanyol.
Durante la sua ultima stagione con il Wolverhampton segna sei gol in Premier League, realizza una rete sia contro il Newcastle Utd che contro il Brentford pareggiando per 1-1 entrambi i match, realizza un gol sconfiggendo per 3-0 il Liverpool, inoltre con la sua rete decide la vittoria su 1-0 contro il Nottingham Forest, l'ultimo gol lo sigla con un rigore battendo per 2-0 il Crystal Palace, inoltre nella partita contro l'Aston Villa Neves batte un calcio d'angolo tramite il quale Toti segna con un colpo di testa la rete del 1-0 vincendo.

#### Al-Hilal
Il 23 giugno 2023 viene prelevato a titolo definitivo dall'Al-Hilal, squadra della massima divisione saudita, per 55 milioni di euro.Vince il campionato saudita, Neves con un calcio di punizione segna una rete battendo per 7-0 l'Abha, realizza con gol anche contro l'Al-Riyadh e l'Al-Fateh vincendo per 3-1 entrambe le partite. Conquista la Coppa del Re dei Campioni, con la sua rete Neves permette alla squadra di battere per 1-0 l'Al-Jabalain, trasforma un rigore sconfiggendo per 3-0 l'Al-Hazem, invece nella finale contro l'Al-Nassr che si conclude con un pareggio per 1-1, ai calci di rigore Neves sbaglia calciando dal dischetto, ma questo non pregiudica il risultato e l'Al-Hilal vince per 5-4.

### Nazionale
È stato capitano dell'Under-17 portoghese. Nel settembre 2014 ha esordito per la nazionale Under-21, con la quale ha partecipato agli Europei di categoria del 2015. Il 14 novembre 2015 ha debuttato in nazionale maggiore nella partita persa 1-0 contro la Russia, subentrando al 73' al posto di André André. Convocato per il mondiale 2022, è sceso in campo nelle cinque partite giocate dalla nazionale lusitana.
Viene convocato per la fase finale della UEFA Nations League 2025 che si svolge in Germania, nella finale contro la Spagna che si conclude per 2-2, la vincitrice viene decisa ai rigori e il Portogallo riesce a imporsi con Neves che segna il rigore del definitivo 5-3.

## Statistiche

### Presenze e reti nei club
Statistiche aggiornate al 27 giugno 2025.
| Stagione             | Squadra              | Campionato           | Campionato | Campionato | Coppe nazionali | Coppe nazionali | Coppe nazionali | Coppe continentali | Coppe continentali | Coppe continentali | Altre coppe | Altre coppe | Altre coppe | Totale | Totale |
| Stagione             | Squadra              | Comp                 | Pres       | Reti       | Comp            | Pres            | Reti            | Comp               | Pres               | Reti               | Comp        | Pres        | Reti        | Pres   | Reti   |
| -------------------- | -------------------- | -------------------- | ---------- | ---------- | --------------- | --------------- | --------------- | ------------------ | ------------------ | ------------------ | ----------- | ----------- | ----------- | ------ | ------ |
| 2014-2015            | Porto                | PL                   | 24         | 1          | CP+CdL          | 1+3             | 0               | UCL                | 9                  | 0                  | -           | -           | -           | 37     | 1      |
| 2015-2016            | Porto                | PL                   | 22         | 1          | CP+CdL          | 6+2             | 1+0             | UCL+UEL            | 6+2                | 0                  | -           | -           | -           | 38     | 2      |
| 2016-2017            | Porto                | PL                   | 13         | 1          | CP+CdL          | 0+2             | 0               | UCL                | 3                  | 0                  | -           | -           | -           | 18     | 1      |
| Totale Porto         | Totale Porto         | Totale Porto         | 59         | 3          |                 | 14              | 1               |                    | 20                 | 0                  |             | -           | -           | 93     | 4      |
| 2017-2018            | Wolverhampton        | FLC                  | 42         | 6          | FACup+CdL       | 0+0             | 0               | -                  | -                  | -                  | -           | -           | -           | 42     | 6      |
| 2018-2019            | Wolverhampton        | PL                   | 35         | 4          | FACup+CdL       | 5+0             | 1+0             | -                  | -                  | -                  | -           | -           | -           | 40     | 5      |
| 2019-2020            | Wolverhampton        | PL                   | 38         | 2          | FACup+CdL       | 1+2             | 0               | UEL                | 13                 | 2                  | -           | -           | -           | 54     | 4      |
| 2020-2021            | Wolverhampton        | PL                   | 36         | 5          | FACup+CdL       | 3+1             | 0               | -                  | -                  | -                  | -           | -           | -           | 40     | 5      |
| 2021-2022            | Wolverhampton        | PL                   | 33         | 4          | FACup+CdL       | 2+1             | 0               | -                  | -                  | -                  | -           | -           | -           | 36     | 4      |
| 2022-2023            | Wolverhampton        | PL                   | 35         | 6          | FACup+CdL       | 2+4             | 0+0             | -                  | -                  | -                  | -           | -           | -           | 41     | 6      |
| Totale Wolverhampton | Totale Wolverhampton | Totale Wolverhampton | 219        | 27         |                 | 21              | 1               |                    | 13                 | 2                  |             | -           | -           | 253    | 30     |
| 2023-2024            | Al-Hilal             | SPL                  | 32         | 3          | KC              | 5               | 2               | ACL                | 9                  | 2                  | SS+CdC      | 2+6         | 0+1         | 54     | 8      |
| 2024-2025            | Al-Hilal             | SPL                  | 26         | 1          | KC              | 1               | 0               | ACL                | 9                  | 0                  | SS+CmC      | 2+3         | 0+1         | 41     | 2      |
| Totale Al Hilal      | Totale Al Hilal      | Totale Al Hilal      | 58         | 4          |                 | 6               | 2               |                    | 18                 | 2                  |             | 13          | 2           | 95     | 10     |
| Totale carriera      | Totale carriera      | Totale carriera      | 336        | 34         |                 | 41              | 4               |                    | 51                 | 4                  |             | 13          | 2           | 440    | 44     |

### Cronologia presenze e reti in nazionale
| Cronologia completa delle presenze e delle reti in nazionale ― Portogallo | Cronologia completa delle presenze e delle reti in nazionale ― Portogallo | Cronologia completa delle presenze e delle reti in nazionale ― Portogallo | Cronologia completa delle presenze e delle reti in nazionale ― Portogallo | Cronologia completa delle presenze e delle reti in nazionale ― Portogallo | Cronologia completa delle presenze e delle reti in nazionale ― Portogallo | Cronologia completa delle presenze e delle reti in nazionale ― Portogallo | Cronologia completa delle presenze e delle reti in nazionale ― Portogallo |
| Data                                                                      | Città                                                                     | In casa                                                                   | Risultato                                                                 | Ospiti                                                                    | Competizione                                                              | Reti                                                                      | Note                                                                      |
| ------------------------------------------------------------------------- | ------------------------------------------------------------------------- | ------------------------------------------------------------------------- | ------------------------------------------------------------------------- | ------------------------------------------------------------------------- | ------------------------------------------------------------------------- | ------------------------------------------------------------------------- | ------------------------------------------------------------------------- |
| 14-11-2015                                                                | Krasnodar                                                                 | Russia                                                                    | 1 – 0                                                                     | Portogallo                                                                | Amichevole                                                                | -                                                                         | 73’ 80’                                                                   |
| 17-11-2015                                                                | Lussemburgo                                                               | Lussemburgo                                                               | 0 – 2                                                                     | Portogallo                                                                | Amichevole                                                                | -                                                                         | 78’                                                                       |
| 10-11-2017                                                                | Viseu                                                                     | Portogallo                                                                | 3 – 0                                                                     | Arabia Saudita                                                            | Amichevole                                                                | -                                                                         | 75’                                                                       |
| 14-11-2017                                                                | Leiria                                                                    | Portogallo                                                                | 1 – 1                                                                     | Stati Uniti                                                               | Amichevole                                                                | -                                                                         | 62’                                                                       |
| 23-3-2018                                                                 | Zurigo                                                                    | Egitto                                                                    | 1 – 2                                                                     | Portogallo                                                                | Amichevole                                                                | -                                                                         | 76’                                                                       |
| 6-9-2018                                                                  | Lisbona                                                                   | Portogallo                                                                | 1 – 1                                                                     | Croazia                                                                   | Amichevole                                                                | -                                                                         | 86’                                                                       |
| 10-9-2018                                                                 | Lisbona                                                                   | Portogallo                                                                | 1 – 0                                                                     | Italia                                                                    | UEFA Nations League 2018-2019 - 1º turno                                  | -                                                                         | 42’                                                                       |
| 11-10-2018                                                                | Chorzów                                                                   | Polonia                                                                   | 2 – 3                                                                     | Portogallo                                                                | UEFA Nations League 2018-2019 - 1º turno                                  | -                                                                         |                                                                           |
| 17-11-2018                                                                | Milano                                                                    | Italia                                                                    | 0 – 0                                                                     | Portogallo                                                                | UEFA Nations League 2018-2019 - 1º turno                                  | -                                                                         | 31’                                                                       |
| 22-3-2019                                                                 | Lisbona                                                                   | Portogallo                                                                | 0 – 0                                                                     | Ucraina                                                                   | Qual. Euro 2020                                                           | -                                                                         | 62’                                                                       |
| 5-6-2019                                                                  | Porto                                                                     | Portogallo                                                                | 3 – 1                                                                     | Svizzera                                                                  | UEFA Nations League 2018-2019 - Semifinale                                | -                                                                         |                                                                           |
| 9-6-2019                                                                  | Porto                                                                     | Portogallo                                                                | 1 – 0                                                                     | Paesi Bassi                                                               | UEFA Nations League 2018-2019 - Finale                                    | -                                                                         | 90+3’                                                                     |
| 10-9-2019                                                                 | Vilnius                                                                   | Lituania                                                                  | 1 – 5                                                                     | Portogallo                                                                | Qual. Euro 2020                                                           | -                                                                         |                                                                           |
| 11-10-2019                                                                | Lisbona                                                                   | Portogallo                                                                | 3 – 0                                                                     | Lussemburgo                                                               | Qual. Euro 2020                                                           | -                                                                         | 90’                                                                       |
| 14-11-2019                                                                | Faro                                                                      | Portogallo                                                                | 6 – 0                                                                     | Lituania                                                                  | Qual. Euro 2020                                                           | -                                                                         |                                                                           |
| 17-11-2019                                                                | Lussemburgo                                                               | Lussemburgo                                                               | 0 – 2                                                                     | Portogallo                                                                | Qual. Euro 2020                                                           | -                                                                         | 90’                                                                       |
| 8-9-2020                                                                  | Stoccolma                                                                 | Svezia                                                                    | 0 – 2                                                                     | Portogallo                                                                | UEFA Nations League 2020-2021 - 1º turno                                  | -                                                                         | 73’                                                                       |
| 7-10-2020                                                                 | Lisbona                                                                   | Portogallo                                                                | 0 – 0                                                                     | Spagna                                                                    | Amichevole                                                                | -                                                                         |                                                                           |
| 24-3-2021                                                                 | Torino                                                                    | Portogallo                                                                | 1 – 0                                                                     | Azerbaigian                                                               | Qual. Mondiali 2022                                                       | -                                                                         | 88’                                                                       |
| 30-3-2021                                                                 | Lussemburgo                                                               | Lussemburgo                                                               | 1 – 3                                                                     | Portogallo                                                                | Qual. Mondiali 2022                                                       | -                                                                         | 89’                                                                       |
| 9-6-2021                                                                  | Lisbona                                                                   | Portogallo                                                                | 4 – 0                                                                     | Israele                                                                   | Amichevole                                                                | -                                                                         | 62’                                                                       |
| 23-6-2021                                                                 | Budapest                                                                  | Portogallo                                                                | 2 – 2                                                                     | Francia                                                                   | Euro 2020 - 1º turno                                                      | -                                                                         | 72’                                                                       |
| 4-9-2021                                                                  | Debrecen                                                                  | Qatar                                                                     | 1 – 3                                                                     | Portogallo                                                                | Amichevole                                                                | -                                                                         |                                                                           |
| 7-9-2021                                                                  | Baku                                                                      | Azerbaigian                                                               | 0 – 3                                                                     | Portogallo                                                                | Qual. Mondiali 2022                                                       | -                                                                         | 46’                                                                       |
| 12-10-2021                                                                | Faro                                                                      | Portogallo                                                                | 5 – 0                                                                     | Lussemburgo                                                               | Qual. Mondiali 2022                                                       | -                                                                         | 73’                                                                       |
| 14-11-2021                                                                | Lisbona                                                                   | Portogallo                                                                | 1 – 2                                                                     | Serbia                                                                    | Qual. Mondiali 2022                                                       | -                                                                         | 84’                                                                       |
| 2-6-2022                                                                  | Siviglia                                                                  | Spagna                                                                    | 1 – 1                                                                     | Portogallo                                                                | UEFA Nations League 2022-2023 - 1º turno                                  | -                                                                         | 46’                                                                       |
| 5-6-2022                                                                  | Lisbona                                                                   | Portogallo                                                                | 4 – 0                                                                     | Svizzera                                                                  | UEFA Nations League 2022-2023 - 1º turno                                  | -                                                                         | 77’                                                                       |
| 9-6-2022                                                                  | Lisbona                                                                   | Portogallo                                                                | 2 – 0                                                                     | Rep. Ceca                                                                 | UEFA Nations League 2022-2023 - 1º turno                                  | -                                                                         | 88’                                                                       |
| 12-6-2022                                                                 | Lancy                                                                     | Svizzera                                                                  | 1 – 0                                                                     | Portogallo                                                                | UEFA Nations League 2022-2023 - 1º turno                                  | -                                                                         | 82’                                                                       |
| 24-9-2022                                                                 | Praga                                                                     | Rep. Ceca                                                                 | 0 – 4                                                                     | Portogallo                                                                | UEFA Nations League 2022-2023 - 1º turno                                  | -                                                                         |                                                                           |
| 27-9-2022                                                                 | Braga                                                                     | Portogallo                                                                | 0 – 1                                                                     | Spagna                                                                    | UEFA Nations League 2022-2023 - 1º turno                                  | -                                                                         | 89’                                                                       |
| 24-11-2022                                                                | Doha                                                                      | Portogallo                                                                | 3 – 2                                                                     | Ghana                                                                     | Mondiali 2022 - 1º turno                                                  | -                                                                         | 77’                                                                       |
| 28-11-2022                                                                | Lusail                                                                    | Portogallo                                                                | 2 – 0                                                                     | Uruguay                                                                   | Mondiali 2022 - 1º turno                                                  | -                                                                         | 38’ 69’                                                                   |
| 2-12-2022                                                                 | Al Rayyan                                                                 | Corea del Sud                                                             | 2 – 1                                                                     | Portogallo                                                                | Mondiali 2022 - 1º turno                                                  | -                                                                         | 65’                                                                       |
| 6-12-2022                                                                 | Lusail                                                                    | Portogallo                                                                | 6 – 1                                                                     | Svizzera                                                                  | Mondiali 2022 - Ottavi di finale                                          | -                                                                         | 81’                                                                       |
| 10-12-2022                                                                | Doha                                                                      | Marocco                                                                   | 1 – 0                                                                     | Portogallo                                                                | Mondiali 2022 - Quarti di finale                                          | -                                                                         | 51’                                                                       |
| 23-3-2023                                                                 | Lisbona                                                                   | Portogallo                                                                | 4 – 0                                                                     | Liechtenstein                                                             | Qual. Euro 2024                                                           | -                                                                         | 67’                                                                       |
| 26-3-2023                                                                 | Lussemburgo                                                               | Lussemburgo                                                               | 0 – 6                                                                     | Portogallo                                                                | Qual. Euro 2024                                                           | -                                                                         | 64’                                                                       |
| 17-6-2023                                                                 | Lisbona                                                                   | Portogallo                                                                | 3 – 0                                                                     | Bosnia ed Erzegovina                                                      | Qual. Euro 2024                                                           | -                                                                         | 63’                                                                       |
| 20-6-2023                                                                 | Reykjavík                                                                 | Islanda                                                                   | 0 – 1                                                                     | Portogallo                                                                | Qual. Euro 2024                                                           | -                                                                         | 67’                                                                       |
| 11-9-2023                                                                 | Faro                                                                      | Portogallo                                                                | 9 – 0                                                                     | Lussemburgo                                                               | Qual. Euro 2024                                                           | -                                                                         | 75’                                                                       |
| 13-10-2023                                                                | Porto                                                                     | Portogallo                                                                | 3 – 2                                                                     | Slovacchia                                                                | Qual. Euro 2024                                                           | -                                                                         | 86’                                                                       |
| 16-10-2023                                                                | Zenica                                                                    | Bosnia ed Erzegovina                                                      | 0 – 5                                                                     | Portogallo                                                                | Qual. Euro 2024                                                           | -                                                                         | 79’                                                                       |
| 16-11-2023                                                                | Vaduz                                                                     | Liechtenstein                                                             | 0 – 2                                                                     | Portogallo                                                                | Qual. Euro 2024                                                           | -                                                                         |                                                                           |
| 26-3-2024                                                                 | Lubiana                                                                   | Slovenia                                                                  | 2 – 0                                                                     | Portogallo                                                                | Amichevole                                                                | -                                                                         | 89’                                                                       |
| 11-6-2024                                                                 | Aveiro                                                                    | Portogallo                                                                | 3 – 0                                                                     | Irlanda                                                                   | Amichevole                                                                | -                                                                         | 46’                                                                       |
| 22-6-2024                                                                 | Dortmund                                                                  | Turchia                                                                   | 0 – 3                                                                     | Portogallo                                                                | Euro 2024 - 1º turno                                                      | -                                                                         | 46’                                                                       |
| 26-6-2024                                                                 | Gelsenkirchen                                                             | Georgia                                                                   | 2 – 0                                                                     | Portogallo                                                                | Euro 2024 - 1º turno                                                      | -                                                                         | 46’ 53’                                                                   |
| 1-7-2024                                                                  | Francoforte sul Meno                                                      | Portogallo                                                                | 0 – 0 dts (3 – 0 dtr)                                                     | Slovenia                                                                  | Euro 2024 - Ottavi di finale                                              | -                                                                         | 118’                                                                      |
| 5-7-2024                                                                  | Amburgo                                                                   | Portogallo                                                                | 0 – 0 dts (3 – 5 dtr)                                                     | Francia                                                                   | Euro 2024 - Quarti di finale                                              | -                                                                         | 90+2’                                                                     |
| 8-9-2024                                                                  | Lisbona                                                                   | Portogallo                                                                | 2 – 1                                                                     | Scozia                                                                    | UEFA Nations League 2024-2025 - 1º turno                                  | -                                                                         | 46’ 67’                                                                   |
| 12-10-2024                                                                | Varsavia                                                                  | Polonia                                                                   | 1 – 3                                                                     | Portogallo                                                                | UEFA Nations League 2024-2025 - 1º turno                                  | -                                                                         |                                                                           |
| 15-10-2024                                                                | Glasgow                                                                   | Scozia                                                                    | 0 – 0                                                                     | Portogallo                                                                | UEFA Nations League 2024-2025 - 1º turno                                  | -                                                                         | 61’                                                                       |
| 20-3-2025                                                                 | Copenaghen                                                                | Danimarca                                                                 | 1 – 0                                                                     | Portogallo                                                                | UEFA Nations League 2024-2025 - Quarti di finale                          | -                                                                         | 76’                                                                       |
| 23-3-2025                                                                 | Lisbona                                                                   | Portogallo                                                                | 5 – 2 dts                                                                 | Danimarca                                                                 | UEFA Nations League 2024-2025 - Quarti di finale                          | -                                                                         | 99’                                                                       |
| 4-6-2025                                                                  | Monaco di Baviera                                                         | Germania                                                                  | 1 – 2                                                                     | Portogallo                                                                | UEFA Nations League 2024-2025 - Semifinale                                | -                                                                         | 52’ 58’                                                                   |
| 8-6-2025                                                                  | Monaco di Baviera                                                         | Portogallo                                                                | 2 – 2 dts (5 – 3 dtr)                                                     | Spagna                                                                    | UEFA Nations League 2024-2025 - Finale                                    | -                                                                         | 46’                                                                       |
| Totale                                                                    |                                                                           | Presenze                                                                  | 58                                                                        |                                                                           | Reti                                                                      | 0                                                                         |                                                                           |

## Palmarès

### Club

#### Competizioni nazionali
- Football League Championship: 1

Wolverhampton: 2017-2018
- Supercoppa saudita: 2

Al-Hilal: 2023, 2024
- Campionato saudita: 1

Al-Hilal: 2023-2024
- Coppa del Re dei Campioni: 1

Al-Hilal: 2023-2024

### Nazionale
- UEFA Nations League: 2

2018-2019, 2024-2025